# Kwisąg
Kwisąg (niem. Quesing See) – jezioro o powierzchni około 3,5 ha, położone na północ od wsi Niebrzydowo Wielkie w gminie Morąg (województwo warmińsko-mazurskie). 